# André-Marie Ampère
André-Marie Ampère (20. ledna 1775 Lyon – 10. června 1836 Marseille) byl francouzský matematik a fyzik, který proslul zejména svými pracemi z oblasti magnetismu a elektrodynamiky.

## Život
Ampère se narodil v rodině obchodníka s hedvábím v Lyonu. Rodina se později  natrvalo přestěhovala do nedalekého Poleymieux-au-Mont-d'Or.  V malé vesnici nebyla škola, ale Ampère bez vzdělání nezůstal. Vyučoval ho jeho otec, díky němuž se mu dostalo výtečného vzdělání, zejména v latině a matematice. Ampère byl zázračné dítě s mimořádným univerzálním nadáním. Ve 13 letech poslal mladý Ampér do Académie de Lyon svou první vědeckou práci a do osmnácti let přečetl dvacetisvazkovou Francouzskou encyklopedii. Do Ampèrova života zasáhla významným způsobem Francouzská revoluce. Roku 1793 byl pod gilotinou sťat jeho otec, který byl nespravedlivě obviněn ze sympatií k royalistům. Na osmnáctiletého Ampèra to mělo zničující dopad. Celý rok zůstal uzavřen do sebe.
Ze svých depresí se dostal díky vědě a studiu. Zajímal se o matematiku, filozofii, fyziku, chemii a botaniku, ale studoval také psychologii a jazyky, měl rád římskou poezii. V letech 1796–1801 byl soukromým učitelem matematiky, chemie a jazyků v Lyonu.  V roce 1802 byl jmenován profesorem fyziky a chemie na Bourg École Centrale. V roce 1803 získal profesuru matematiky, fyziky a astronomie na lyceu v Lyonu. Po smrti své manželky v červenci 1803 se Ampère přestěhoval do Paříže, kde od roku 1804 přednášel na École polytechnique. Zde se věnoval nejen matematice, ale i chemii a fyzice. Krátce vyučoval i filozofii na filozofické fakultě.  Mezi tím byl v roce 1814 byl jmenován členem Francouzské akademie věd za práci v oblasti diferenciálních rovnic. Stal se rytířem Čestné legie a získal členství v řadě vědeckých společností v Evropě.  V roce 1826 Ampère začal učit na Collège de France. V roce 1827 byl Ampère zvolen členem londýnské Královské společnosti.
V osobním životě se Ampèrovi vedlo hůř. V roce 1799 se oženil s Julií Carronovou a v roce 1800 se narodil jeho syn Jean-Jacques. Manželka ale v roce 1803 zemřela na tuberkulózu, což Ampère těžce nesl. Druhé manželství, s Jean F. Pototovou, uzavřel v roce 1806. V roce 1807 se jim narodila dcera Albine. Manželství nebylo šťastné a v roce 1808 bylo oficiálně odloučeno. Ampèrův syn Jean-Jacques se zajímal o historii a filozofii a v roce 1830 získal místo na katedře historie a zahraniční literatury na Sorbonně. Jeho vztahy s otcem byly ale složité. Dcera Albine se v roce 1827 provdala za důstojníka Napoleonovy armády, ale ten byl alkoholikem a jejich manželství doprovázely problémy.

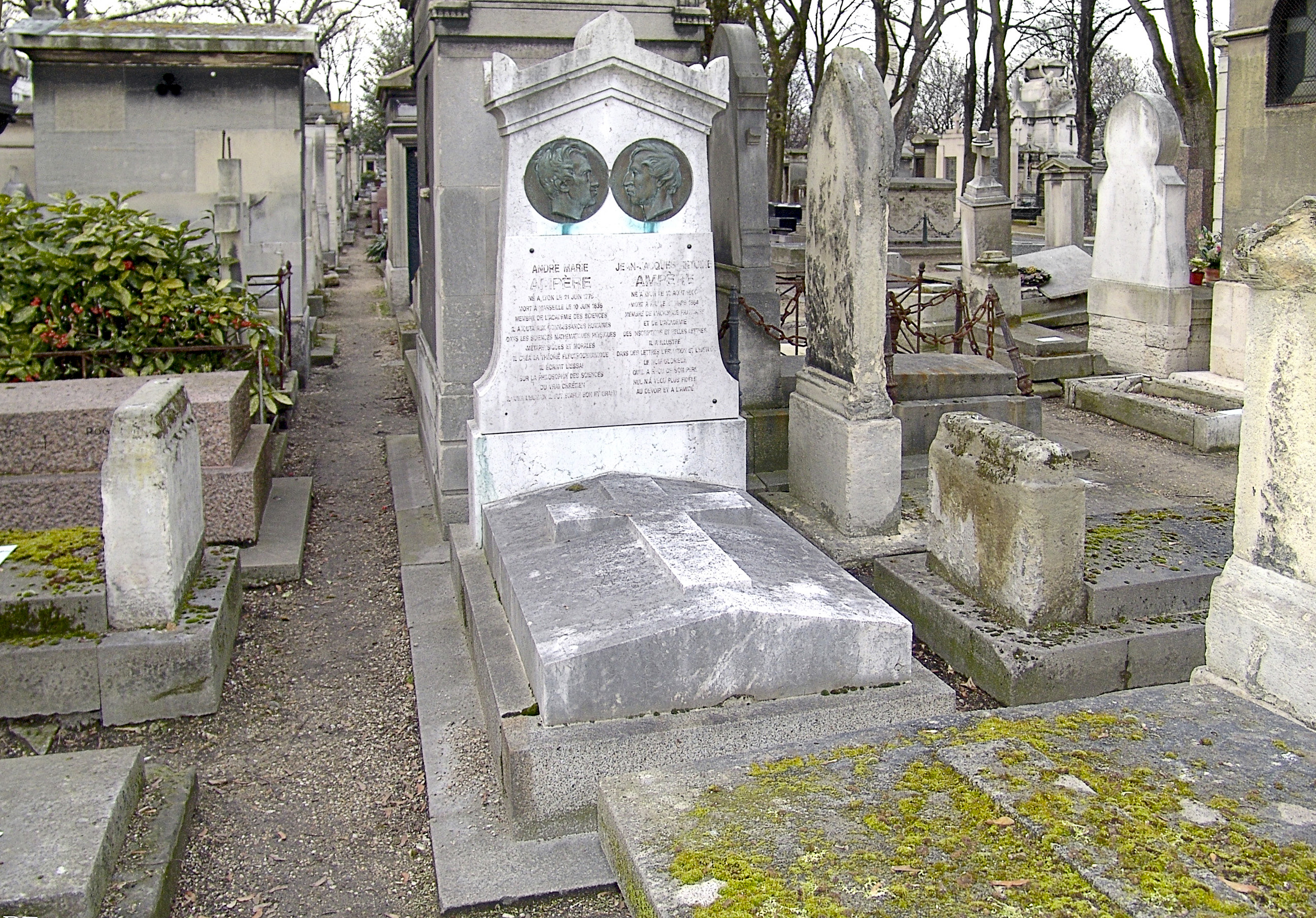
Ampèrův hrob v Paříži

Závěr života prožil Ampèr v existenčních potížích, protože všechny vydělané peníze vždy utratil za vědecké přístroje a pomůcky. Po roce 1830 se začal zhoršovat jeho zdravotní stav. Jako generální inspektor  trávil Ampère několik měsíců v roce navštěvováním provinčních středních škol. Začátkem léta 1836 odjel na inspekční cestu do Marseille, kde náhle zemřel dne 10. června. V roce 1869 byly jeho ostatky slavnostně převezeny do Paříže a uloženy na hřbitově Montmartre do společného hrobu se synem Jean-Jacquesem, který zemřel v roce 1864.
V  Poleymieux je v domě, v němž strávil část dětství a  mládí, od roku 1931 otevřeno  Ampèrovo muzeum.
Na jeho počest bylo jeho jméno na vědeckém kongresu v Paříži v roce 1881 navrženo pro základní jednotku elektrického proudu. Tato jednotka byla schválena v roce 1893 Čtvrtým mezinárodním kongresem v Chicagu. Jeho příjmení též nese měsíční hora Mons Ampère v pohoří Montes Apenninus. Je také jedním ze 72 významných mužů, jejichž jméno je zapsáno na Eiffelově věži v Paříži.

## Vědecká práce
Svou první vědeckou práci v oblasti matematiky napsal již ve věku 13 let. Pokoušel se v ní vyřešit problém konstrukce úsečky stejné délky, jakou má oblouk kružnice. Jeho metoda využívala úvah o nekonečně malých hodnotách. Tato práce však nebyla publikována. V roce 1802 napsal vědeckou práci z teorie pravděpodobnosti Úvod do matematické teorie her (Considerations sur la théorie mathématique du jeu), která byla vysoce hodnocena.

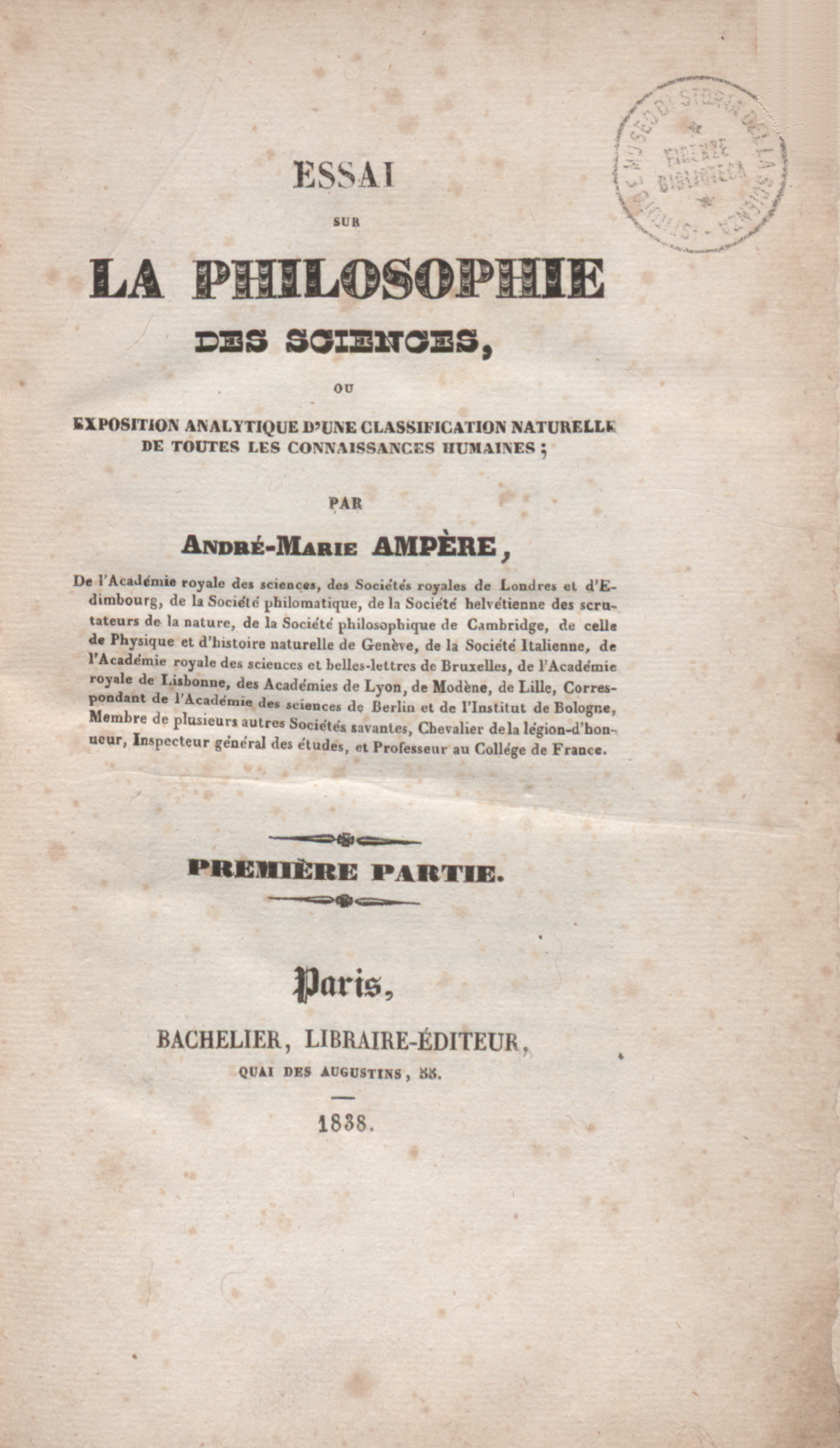
Essai sur la philosophie des sciences

Přestože byl Ampère matematik, proslulým se stal díky svým objevům v oblasti fyziky. Zabýval se zejména magnetismem a vybudoval základy elektrodynamiky. Jeho jméno nese zákon o silovém působení proudových elementů. V roce 1820 Ampère zjistil, že solenoidní cívka, kterou protéká elektrický proud vyvolává magnetické účinky. Solenoidní cívka, kterou protéká elektrický proud, a která je volně zavěšená nad vodičem, se orientuje jako magnetka. Vyslovil názor, že i v permanentním magnetu vyvolává magnetické pole uzavřené proudy uvnitř magnetu. V roce 1827 postuloval tzv. Ampérovo pravidlo pravé ruky pro přímý vodič (palec ukazuje dohodnutý směr proudu ve vodiči, prsty orientaci magnetických indukčních čar) a Ampérovo pravidlo pravé ruky pro cívku (prsty ukazují dohodnutý směr proudu v závitech, palec ukazuje orientaci magnetických indukčních čar). Ampére jako první odlišil pojmy elektrické napětí a elektrický proud.
Navrhl vztah, podle kterého lze vypočítat velikost magnetické síly, která působí na vodič. Směr této síly se dá docela jednoduše určit podle Flemingova pravidla levé ruky, které zní: „Položíme-li otevřenou levou ruku na vodič tak, aby prsty ukazovaly směr proudu a indukční čáry vstupovaly do dlaně, ukazuje odtažený palec směr síly, kterou působí magnetické pole na vodič s proudem“. Stal se také autorem mnoha měřících technik a vynálezcem galvanometru a komutátoru (sběrač proudu magnetoelektrických strojů). Jeho práce Teorie elektromagnetických jevů odvozená výhradně na základě pokusů (Sur la théorie mathématique des phénomenes électrodynamiques uniquement déduite de l'expérience) z roku 1827  se stala základem nové oblasti fyziky – elektrodynamiky. Dále se věnoval i zemskému magnetismu a pohybu Země kolem Slunce.
Kromě fyziky a matematiky se zabýval botanikou, zoologií a chemií. Celý život se též věnoval monumentálnímu pokusu o roztřídění věd a položil tak základ jejich moderní klasifikaci. Rozpracoval dílo Pokus o filozofii věd, aneb analytický výklad přirozené klasifikace všech lidských poznatků (Essai sur la philosophie des sciences, ou, Exposition analytique d'une classification naturelle de tous les connaissances humaines), jehož první část byla vydána v roce 1834. Druhou část dokončil a vydal v roce 1843 Musée Ampère et de l'Électricité syn Jean-Jacques.  V tomto díle jako první použil termín kybernetika. Psal také verše a obsáhlá filozofická pojednání o vztahu náboženství a rozumu.